# روبرت إس. سينغلتون
روبرت إس. سينغلتون (بالإنجليزية: Robert S. Singleton)‏ هو مخترِع أمريكي، ولد في 25 مارس 1933.